# 禮記·大學

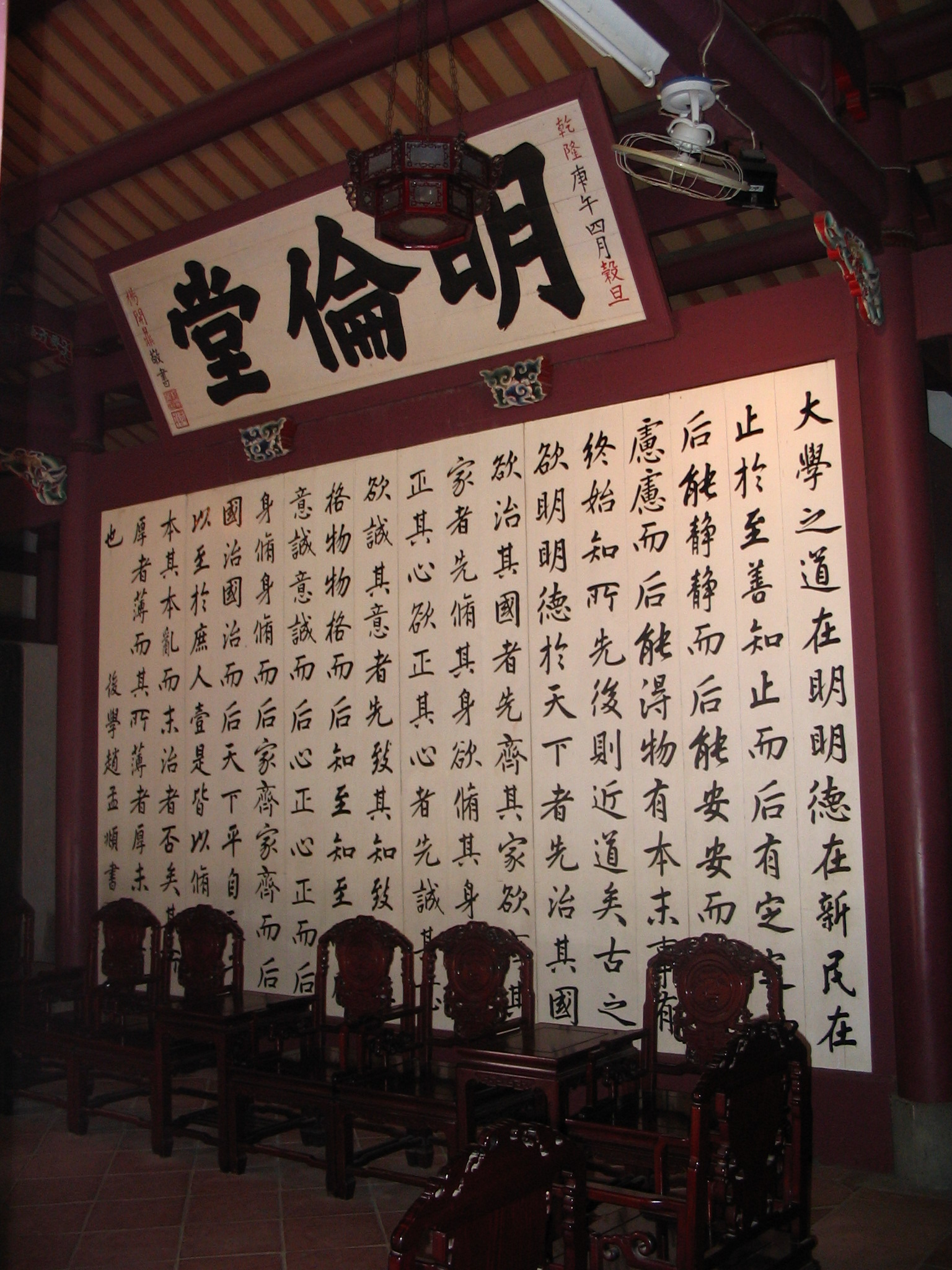
明倫堂所書《大學》

《大学》屬儒學经典「四书」，原是《禮記》第四十二篇，內文約在戰國末期至西漢初年撰成，作者是誰尚未定論，推測是孔門之後的儒家學者所作，朱熹推論為曾子所編纂。
南宋前从未单独刊印过。自唐代韩愈、李翱维护道统，开始推崇《大学》与《中庸》。北宋司馬光編撰《大學廣義》，是為大學獨立成書之始。程顥、程頤又編撰《大學》原文章節成《大學定本》。南宋朱熹編撰《大學章句》，並與《论语》、《孟子》、《中庸》合編為《四書》。按照朱熹的看法，《大学》是孔子及其门徒留下来的遗书，是儒学的入门读物。因此，朱熹把它列为「四书」之首。
《大学》原不分章节。后来朱熹按其内容，朱熹《大學章句》，將《大學》分为经一章，传十章。並說：「經一章，蓋孔子之言，而曾子述之；其傳十章，則曾子之意，而門人記之也。」朱熹《中庸章句序》也寫到《中庸》是「子思子憂道學之失其傳而作也。」但这种说法并不可靠。清代學者戴震小時问老師說：「此何以知其為『孔子之言而曾子述之』？又何以知其為『曾子之意而門人記之』？」师应之曰：「此朱文公所说」。但戴震接著指出周代離宋代有兩千年之遙，為什麼朱文公能知道這些事呢？問得老師無言以對。

## 内涵及应用
- 《大學》文辞简约、内涵深刻、影响深远，两千年来无数仁人志士由此登堂入室以窥儒家之门。
- 该文从实用主义角度，对现代人如何做人、做事與立业等等均有深刻的启迪意义。
- 中华民国国父孙中山作《三民主义》之民族主义中第六讲题提到：「我们现在要能够齐家、治国，不受外国的压迫，根本上便要从修身起，把中国固有知识一贯的道理先恢复起来，然后我们民族的精神和民族的地位才都可以恢复。」且《三民主义》亦为《中华民国宪法》第一条之内含。可见研读《大学》亦有助理解《中华民国宪法》法源依据。

## 《大学》的哲学思想
《大学》的哲学思想主要是在于传授做人做事最根本的道理。全書融合了倫理、哲學、政治為一體，闡述個人修養與社會政治的關係。宋代儒者藉此提出了三綱領、八條目理論。
- 三綱領指的是：

1. 明明德
2. 親民
3. 止於至善

- 八條目指的是：

1. 格物
2. 致知
3. 诚意
4. 正心
5. 修身
6. 齐家
7. 治国
8. 平天下

第一章是纲要所在， 朱熹称为经文，所讲诉的是三綱領與八條目的连贯性，由个人之「明明德」（格物，致知，诚意，正心，修身）做起；发挥到「親民」（齐家，治国，平天下），以达到「止於至善」的境地。
三綱領與八條目又可解释为內聖外王，內聖就是自身的管理與修养；外王是自己对外界的管理與行动。而以八條目中的「修身」為根本，「內聖」是「明明德」，包含「格物」、「致知」、「诚意」、「正心」，是修身的基礎與方法； 而「外王」指的是「親民」，包含「齐家」、「治国」、「平天下」，是修身的目的。
“明明德”的意思就是使光明的德行兴盛起来，是对内的。“親民”则是使民众能日新月异，进步不已，革新民意，是对外的。“止于至善”所指的是把自己的道德和社区的道德都达到或处于极善的境况中並堅守不移。
“格物”就是穷究事物之理。“致知”就是達到智性良知。“诚意”如此意念真诚，才能表里如一（所以要慎独），不虚伪，不自欺欺人。“正心”就是要端正自己的心灵，消除邪恶之心。“修身”就是把自己的身子（包括思想言行）培养好。
“齐家”就是整治其家，在伦理上要父子有亲，长幼有序，使家庭亲亲和蔼。“治国”就是把国家治理的好，除了教化，还须政令。“平天下”就是平治天下（包括许多国家），主要是用政令来平。
整个大纲的意思就是在于把自己灵明的德性能够彰明出来，在亲爱民众，使人人革新，以达成至善的境界。要想使人能彰明自己的明德，先要治好自己的国家；要想治好自己的国家，先要治好自己的家庭；要想治好自己的家庭，先要修养己身；要修好己身，先使自己的心平正；要想使自己的性情得当，先使自己的意念真实无妄；要想使自己的意念真实无妄，先增加自己的知识。要想增加自己的知识，在于能做到即物穷理。
接下来的则是解释如何治国平天下。主要推广絜矩之道和三大法则：
1. 理财法则
2. 用人法则
3. 爱民法则

## 当代地位
- 包括《大学》在内的国学经典成为中华人民共和国部分中小学课程[2][3][4]。
- 包括《大学》在内的“四书”被选录进台湾高中国文科课程教材《中华文化基本教材》[5][6]。
- 包括《大学》在内的“四书五经”成为部分高校相关专业本科生必修课[7]。
- 包括《大学》在内的“四书五经”成为部分高校相关专业博士生必修课[8]。

## 
- 《大學章句》一卷：南宋朱熹著《四書章句集注》。

## 翻译本
- 英國人理雅各譯有论语、大学、中庸（The Analects of Confucius, the Great Learning, Doctrine of the Mean）。

### 中文書籍
- 勞思光. . 中文大學出版社. ISBN 9789622019034.
- 李焯然：〈《大學》與儒家的君主教育──論《大學衍義》及《大學衍義補》對《大學》的闡釋與發揮 （页面存档备份，存于）〉。

### 日文書籍
- 宇野哲人譯注　《大学》講談社学術文庫　1983年，ISBN 978-4-06-158594-2
- 金谷治譯注　《大学 中庸》 岩波文庫　1998年，ワイド版2003年
- 赤塚忠譯注　《新釈漢文大系2 大学 中庸》　明治書院

### 英文書籍
- Berthrong, John H. Transformations of the Confucian Way. Westview Press, 1998.
- Confucius, and Chichung Huang.  The Analects of Confucius: Lun Yu.  Oxford University Press US, 1997.
- De Bary,  Theodore, et al. Sources of Chinese Tradition: From Earliest Times to 1600 Columbia University Press, 2000.
- Gardner, Daniel K.  "Confucian Commentary and Chinese Intellectual History." The Journal of     Asian   Studies, Vol. 57, No. 2 (May, 1998): 397-422
- Gardner, Daniel K. The Four Books. The Teachings of the Later Confucian Tradition. Hackett Publishing. 2007.
- Gardner, Daniel K. "Principle and Pedagogy: Chu Hsi and The Four Books." Harvard Journal of Asiatic Studies, Vol. 44, No. 1 (Jun., 1984): 57-81.
- Legge, James (trans.) Confucius: Confucian Analects, The Great Learning & The Doctrine of the Mean. New York: Dover 1971.
- Pound, Ezra. Ta Hio -The Great Learning- Newly Rendered into the American Language. London: The Kynoch Press for Stanley Nott Ltd, 1936.
- Wang, Ting. "Understanding Chinese Culture and Learning." Diss. U of Canberra, Australia. 2006.
- Yao, Xinzhong and Hsin-chung Yao. An Introduction to Confucianism. Cambridge University Press, 2000.
- Zhang, Weiyuan. "Conceptions of lifelong learning in Confucian culture: their impact on adult Learners." International Journal of Lifelong Education, VOL. 27, NO. 5 (September-October, 2008): 551-557.

## 延伸阅读
[在维基数据编辑]
 《禮記/大學 (證釋本)》（ 在维基共享资源阅览影像）
 《四書章句集註/大學章句》
 《禮記/大學》
 《欽定古今圖書集成·理學彙編·經籍典·大學部》，出自陈梦雷《古今圖書集成》

## 外部連結
- 王陽明：大學古本旁釋 ( 佐藤一齋 補) （页面存档备份，存于）
- 佐藤一齋：大學一家私言
- 英譯 大學 （页面存档备份，存于）